# Megalomphalus petitianus
Megalomphalus petitianus is een slakkensoort uit de familie van de Vanikoridae. De wetenschappelijke naam van de soort is voor het eerst geldig gepubliceerd in 1869 door Tiberi.